# X-62 (航空機)
X-62 VISTA
航空アーティストのマイク・マシャットによって設計された新しいペイントスキームを受け取った後のNF-16D（現在はX-62A）VISTA（2019年）
- 用途：実験機
- 分類：実験用航空機
- 製造者：ジェネラルダイナミクス（後のロッキード・マーティン）とカルスパン（英語版）
- 運用者： アメリカ合衆国（アメリカ空軍）
- 初飛行：1992年4月
- 生産数：1機
- 運用状況：運用中
- 原型機：F-16

ジェネラルダイナミクス X-62 VISTA（英語: General Dynamics X-62 VISTA）「可変安定性飛行中シミュレーターテスト航空機」は、アメリカ空軍（USAF）の要望により、ジェネラルダイナミクスとカルスパンの合弁事業で、改造されたF-16ファイティングファルコンから派生した実験用航空機。当初はNF-16Dと指定されたが、2021年6月14日に、シミュレーションの自律制御システム（SACS）を備えたスカイボーグへのアップグレードの一環としてX-62Aに再指定された。
X-62Aは、テストパイロットの練習用航空機として空軍テストパイロットスクールのカリキュラムに残っている。

## 設計と開発

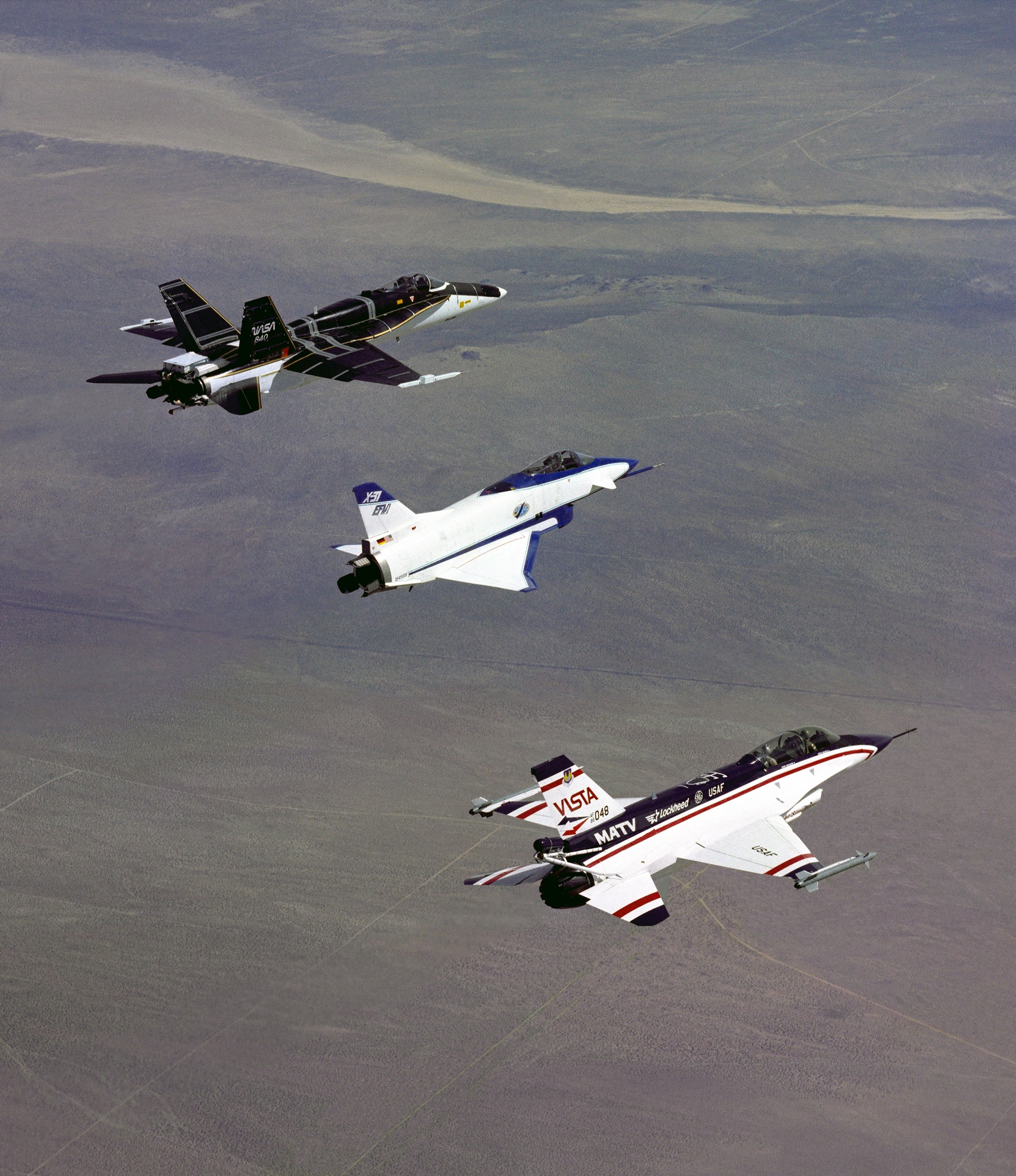
左からF-18（HARV）、X-31、VISTA / MATV NF-16D（1994年）

NF-16D VISTAテストベッド航空機には、失速後の状況で航空機をよりアクティブに制御できる多軸推力偏向（MATV）エンジンノズルが組み込まれている。その結果、航空機は超機動性であり、従来の操縦翼面が姿勢を変えることができない迎え角でピッチとヨーの制御を維持する。
NF-16D VISTAは、イスラエル空軍バージョンの機体の設計に基づくブロック30 F-16Dである。これは、キャノピーの後方の胴体の長さを走る背側フェアリングと、ブロック40 F -16C/Dから派生した重量のある着陸装置を組み込んでいる。
フェアリングには、ほとんどの可変安定装置とテスト機器が収容されている。重量級のギアにより、標準のF-16よりも高い着陸沈下率の航空機のシミュレーションが可能になる。このプログラムは、直接音声入力と「仮想HUD 」の開発で注目に値した。これらはいずれも、最終的にF-35ライトニングIIのコックピット設計に組み込まれる予定であった。
現在、NF-16D VISTAはアメリカ空軍テストパイロットスクールによって運用され、エドワーズ空軍基地のカルスパンによって保守されている。学生のカリキュラムの出撃、特別な学術プロジェクト、および飛行研究で定期的に使用されている。2021年6月14日の時点で、VISTAはアップグレード中である。X-62Aをスカイボーグとして運用するために、VISTAシミュレーションシステム（VSS）はシミュレーションの自律制御システム（SACS）に置き換えられる。1つのアプリケーションは、自律的に操縦される航空機、おそらく有人航空機のロボットのウィングマンである。

## 仕様

### 一般的な特性
- 乗員: 2 (パイロット、セイフティ・パイロット（英語版）)[4]
- 全長: 48 ft 7 in (14.8 m)
- 翼幅: 32 ft 2 in (9.8 m)
- 全高: 15 ft 9 in (4.8 m)
- 翼面積: 300 sq ft (28 m2)
- 翼型: NACA 64A204 root and tip
- 空虚重量: 18,238 lb (8,273 kg)
- 総重量: 26,463 lb (12,003 kg)
- 最大離陸重量: 42,300 lb (19,187 kg)
- エンジン: 1 × ゼネラル・エレクトリック F110 アフターバーナー ターボファンエンジン, 14,590 lbf (64.9 kN) thrust dry, 23,770 lbf (105.7 kN) アフターバーナー付き

### パフォーマンス
- 最大速度: 1,300 kn (1,500 mph, 2,400 km/h)
  - 海上レベル: マッハ 1.2 (915 mph, 1,460 km/h)
  - 高度: Mach 2+
- 航続距離: 2,800 nmi (3,200 mi, 5,200 km) with 3× 370 US gal (1,401 l) 増槽
- 上昇限度: 50,000 ft (15,000 m) +
- 上昇率: 50,000 ft/min (250 m/s)
- 翼面荷重: 88.2 lb/sq ft (431 kg/m2)
- 推力重量比: 1.095

## ギャラリー

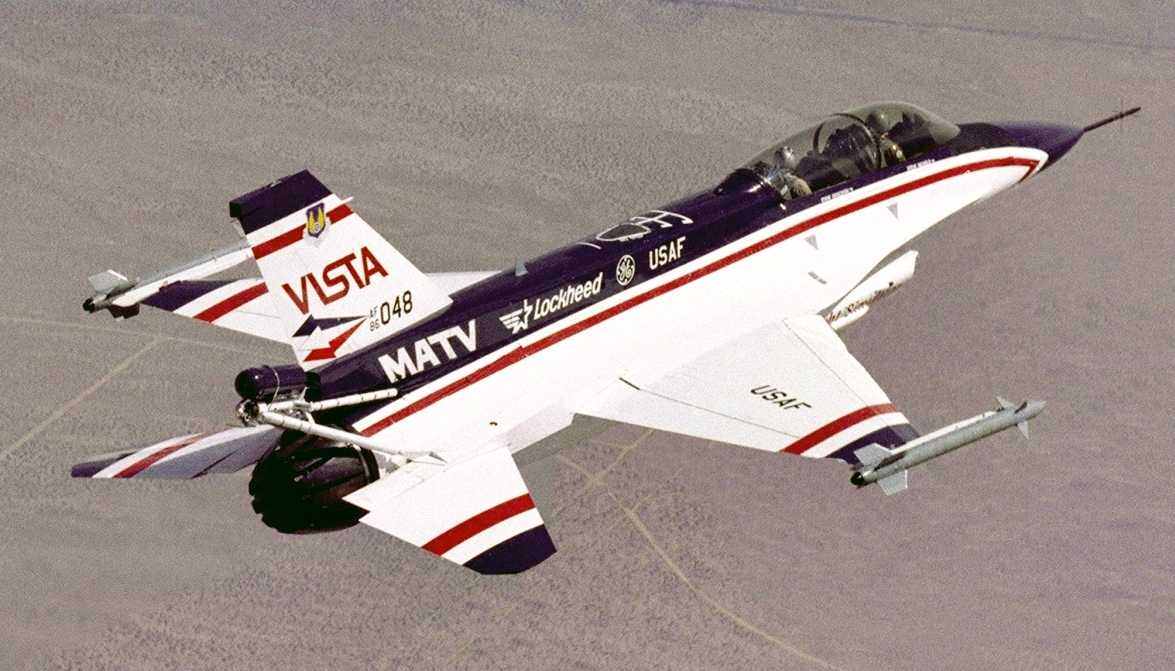
VISTA/MATV NF-16D
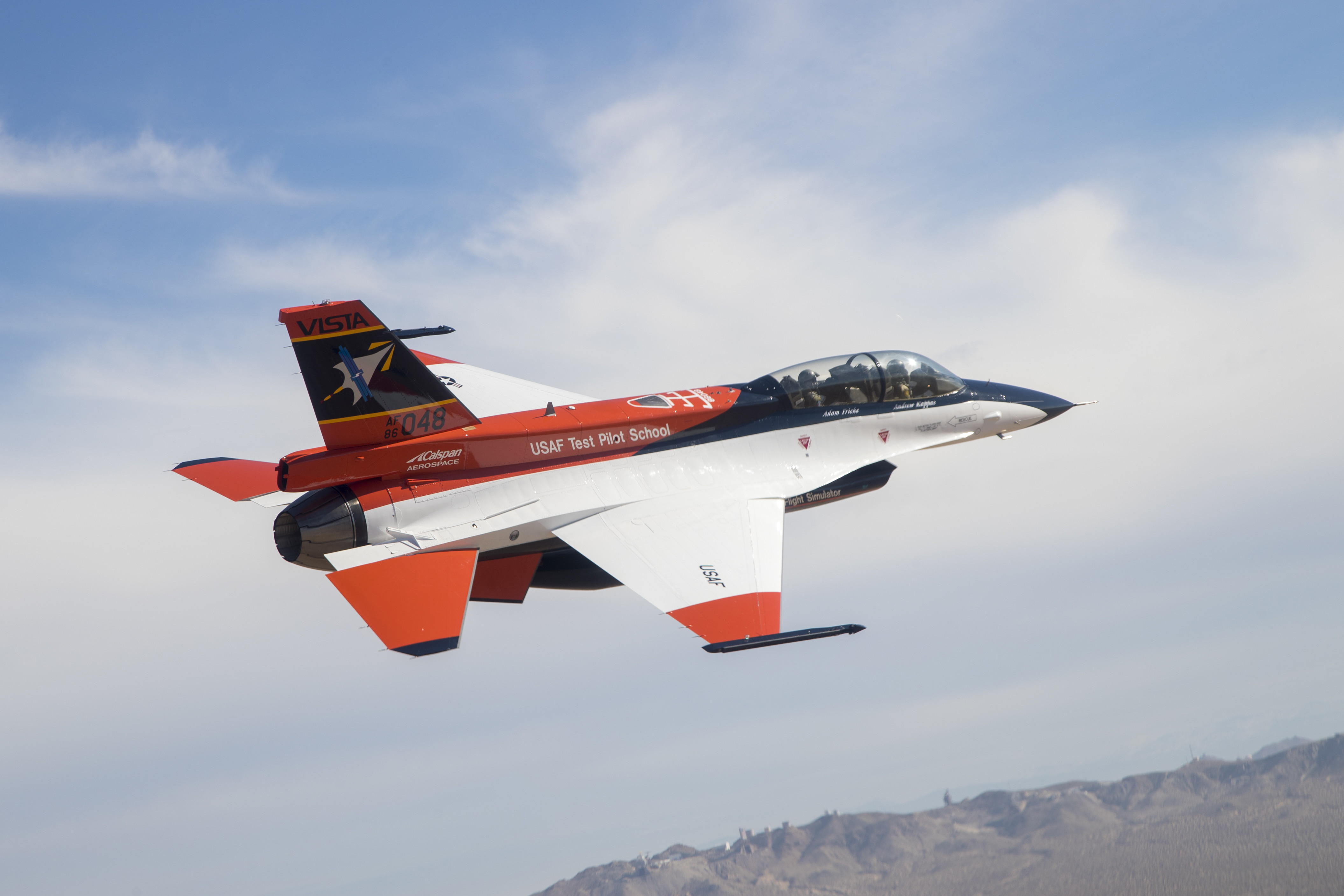
NF-16可変安定性飛行中シミュレーターテスト航空機（VISTA）